# Saissetia reticulata
Saissetia reticulata är en insektsart som först beskrevs av Cockerell 1895.  Saissetia reticulata ingår i släktet Saissetia och familjen skålsköldlöss. Inga underarter finns listade i Catalogue of Life.